# Catarina (Selva Mágica)
Catarina (voorheen Keverbaan) was een stalen achtbaan die tot 2019 opereerde in het Mexicaanse attractiepark Selva Mágica te Guadalajara. Het is een achtbaan van het type Tivoli Large van Duitse fabrikant Zierer.

## Geschiedenis
De baan werd in 1976 gebouwd in Ponypark Slagharen. De ontwerper is Werner Stengel. Daar heeft het onder de naam Keverbaan geopereerd tot en met het jaar 2000. Het jaar erop opende als vervanger de achtbaan Mine Train in Attractiepark Slagharen en was de achtbaan intussen verkocht aan het Mexicaanse Selva Mágica waar het vanaf 2001 opende onder de naam Catarina. Daar heeft de achtbaan ritjes gemaakt tot 2019. Het is inmiddels verwijderd uit het park.

## Technische gegevens
De baan is 360 meter lang. Typisch voor de Keverbaan is dat de trein altijd twee ritten maakt, ongeacht de drukte in het park. Na de optakeling, die gebeurt door middel van een bandensysteem, is de baan 8 meter hoog. Er is één trein met 20 wagons waarin telkens twee personen naast elkaar kunnen plaatsnemen, goed voor een capaciteit van 40 personen per rit. De baan maakt geen inversies. Een rit duurt ongeveer drie minuten en de baan haalt maximaal 36 kilometer per uur.
Bezoekers met een lengte van 120 centimeter of meer mogen zelfstandig in de achtbaan. Voor kinderen tussen de 90 en 120 centimeter is begeleiding door een volwassene vereist.

Afbeeldingen · Main Street